# Scania Citywide

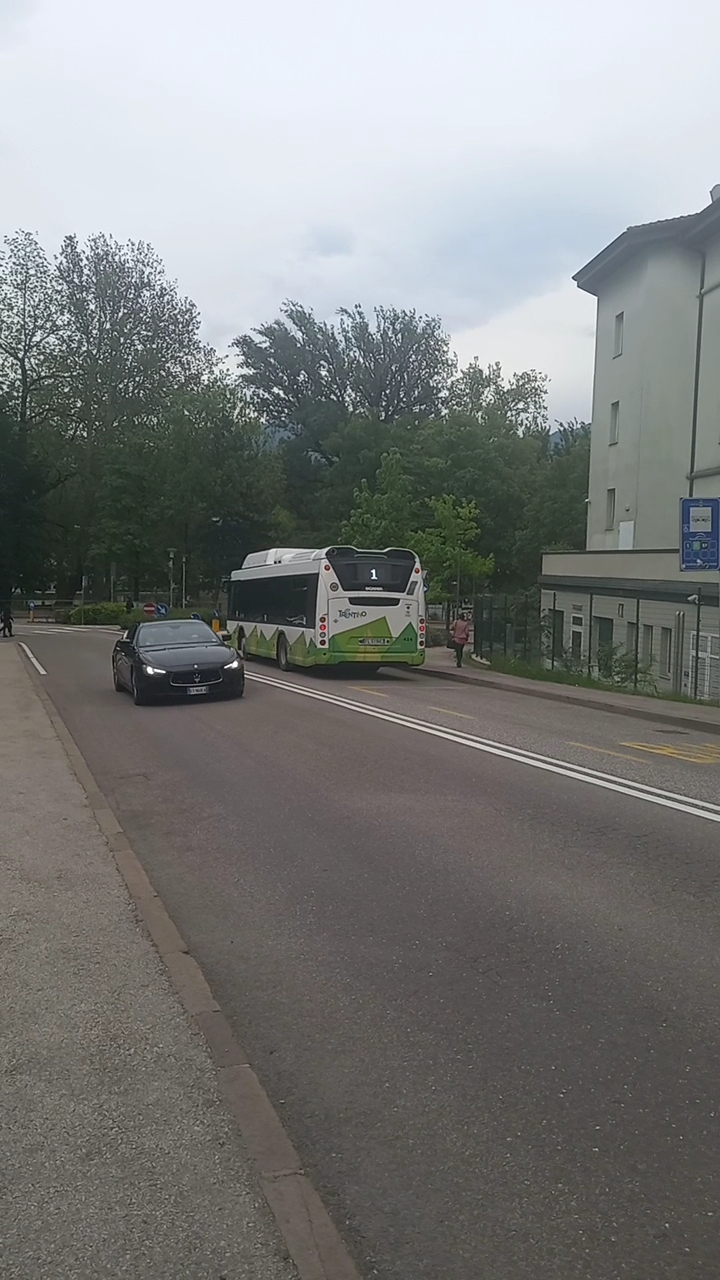
Uno Scania Citywide di Trentino Trasporti in piazza Dante

Lo Scania Citywide è un modello di autobus urbano/suburbano prodotto a partire dal 2011 dalla svedese Scania AB in stabilimenti siti in Polonia.
Lo Scania Citywide è disponibile nelle versioni 12 metri, 15 metri (3 assi) e 18 metri (autosnodato).
Il Citywide come i moderni autobus urbani possiede un pianale di tipo ribassato, la rampa per i diversamente abili, l'impianto stereo e l'aria condizionata.

## Scania Citywide LF
Scania Citywide LF è un autobus a pianale ribassato che offre pavimento ribassato lungo tutto il bus. L'autobus nella parte posteriore ha un motore EEV da 9 litri montato trasversalmente, disponibile nelle seguenti versioni da 230CV o 280CV in diesel, biodiesel, bioetanolo; 270CV, 270CV a gas, quest'ultimo disponibile con serbatoi di carburante sul tetto. Il cambio è uno ZF automatico a cinque o sei rapporti.
Il Citywide, in sintesi, è disponibile nelle seguenti versioni:
Versione normale
- Scania Citywide 12m Diesel
- Scania Citywide 12m Biodiesel
- Scania Citywide 12m Bioetanolo
- Scania Citywide 12m Metano

Versione articolata
- Scania Citywide 18m Diesel
- Scania Citywide 18m Biodiesel
- Scania Citywide 18m Bioetanolo
- Scania Citywide 18m Metano

## Scania Citywide LE

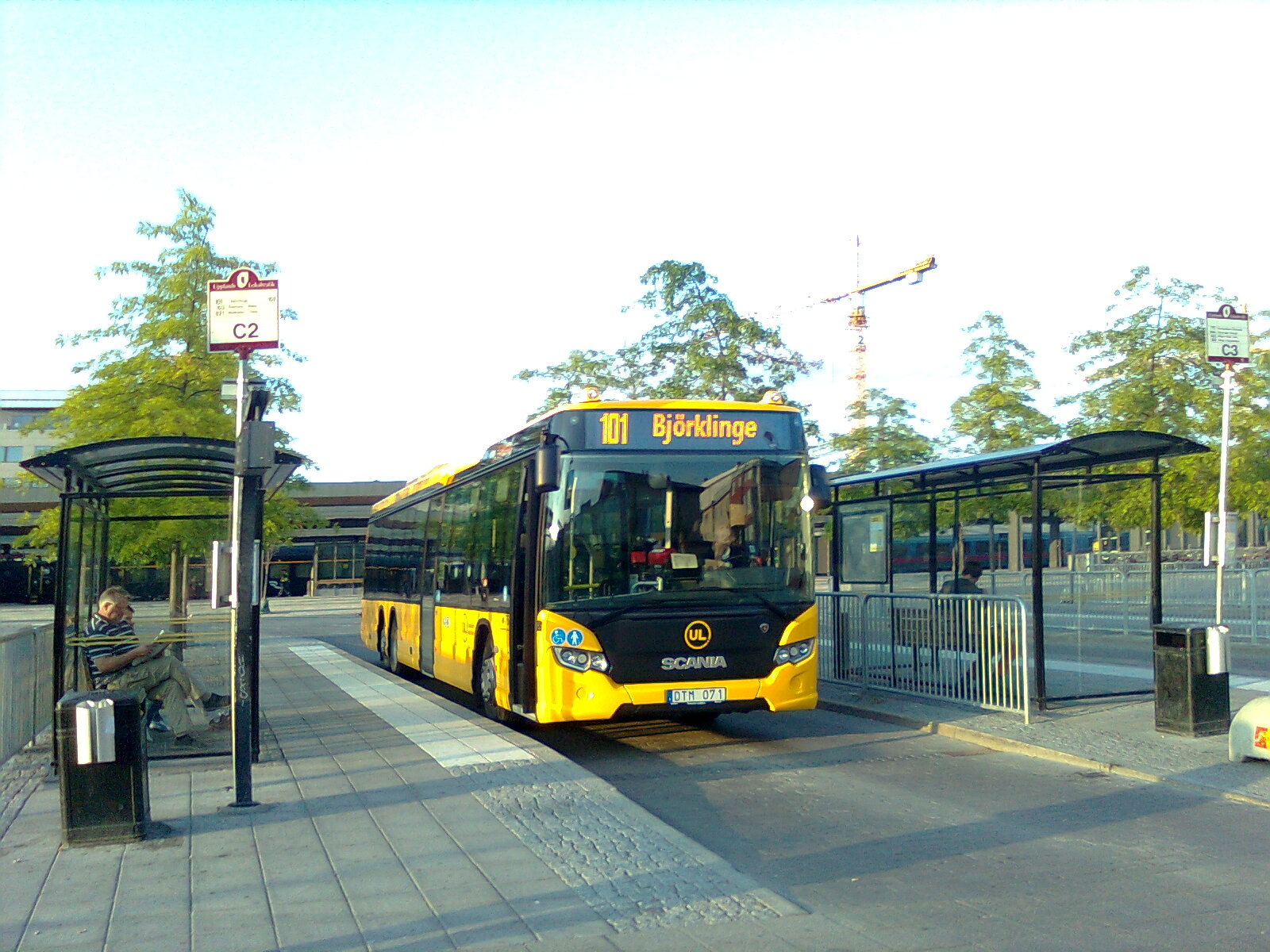
Scania Citywide LE 15m ad Uppsala in Svezia.

Scania Citywide LE è un autobus adatto sia per i percorsi urbani che extraurbani in quanto il pianale si presenta ribassato nella parte anteriore, adatto anche per accogliere passeggini e carrozzine per i diversamente abili, e rialzato nella parte posteriore. L'autobus nella parte posteriore è dotato di un motore da 9 litri disponibile con 230CV, 280CV o 320CV di potenza, con alimentazione diesel o biodiesel, 270CV a bioetanolo, 270CV o 305CV gas (con serbatoio sul tetto). Il cambio è uno ZF automatico o manuale a cinque o sei rapporti.
Il bus è disponibile nelle seguenti versioni:
Versione normale
- Scania Citywide LE 12m Diesel
- Scania Citywide LE 12m Biodiesel
- Scania Citywide LE 12m Bioetanolo
- Scania Citywide LE 12m Metano

Versione lunga
- Scania Citywide LE 15m Diesel
- Scania Citywide LE 15m Biodiesel
- Scania Citywide LE 15m Bioetanolo
- Scania Citywide LE 15m Metano

Versione articolata
- Scania Citywide LE 18m Diesel
- Scania Citywide LE 18m Biodiesel
- Scania Citywide LE 18m Bioetanolo
- Scania Citywide LE 18m Metano

## Diffusione
Sono presenti esemplari di Scania Citywide nella città di Aalborg in Danimarca, a Helsinki in Finlandia e nelle città svedesi di Uppsala e Södertälje.

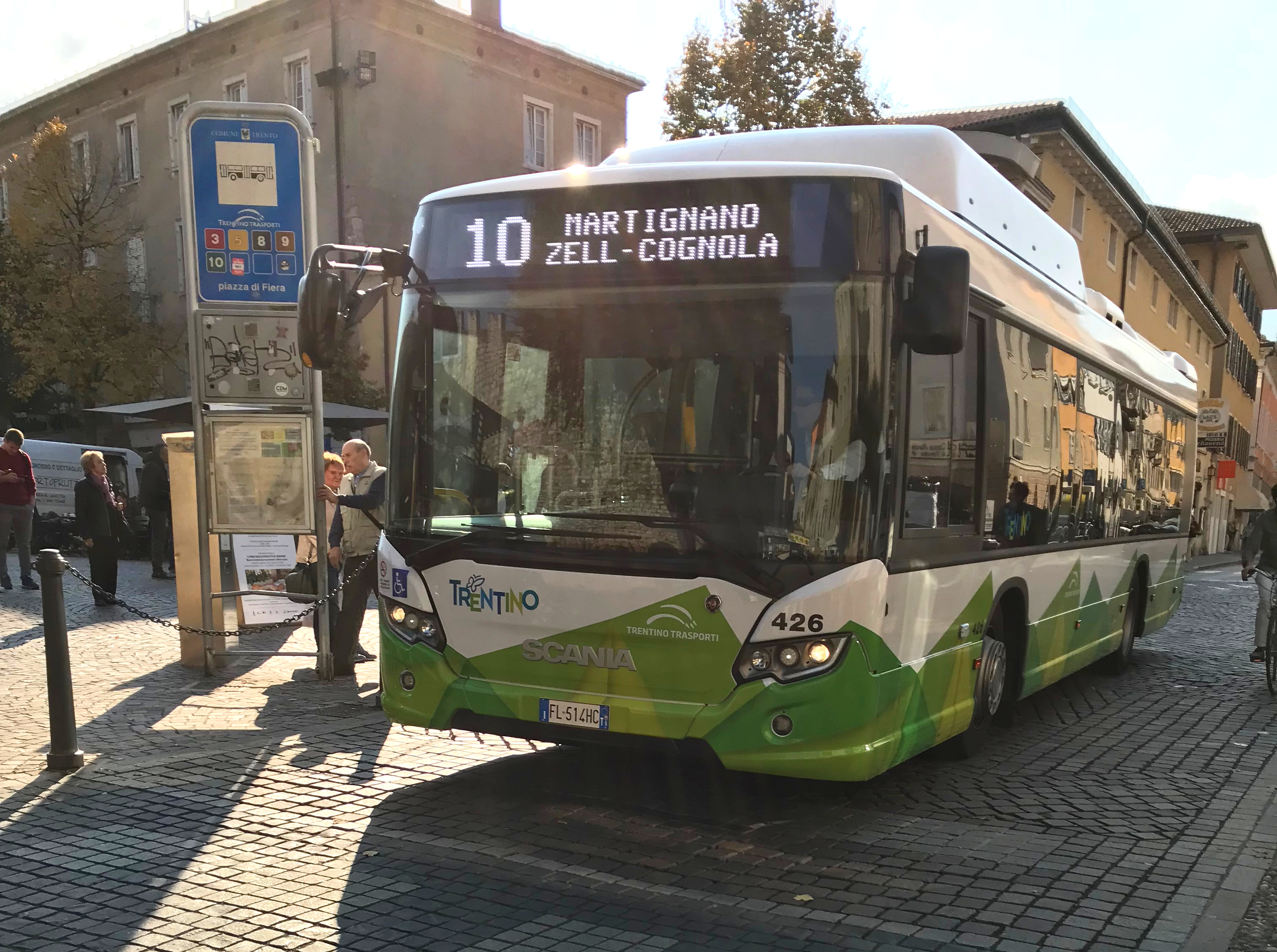
Scania Citywide LF in servizio urbano a Trento.

In tutte le realtà nominate le versioni di Citywide in circolazione sono tutte in taglia da 15 metri a gasolio, tranne per la città di Helsinki che ne possiede due esemplari a bioetanolo, i primi della flotta autobus della Helsingin Bussiliikenne.
In Italia lo Scania Citywide ha avuto una discreta diffusione, soprattutto in versione metano. Si registrano ordini di 4 Citywide 12m LF CNG per la Brescia Trasporti di Brescia (seguiti da altri 4 esemplari), 8 Citywide 10,9m LF CNG per la Trentino Trasporti di Trento, 46 Citywide 12m LF CNG per la ATV di Verona e 4 Citywide 12m LF a gasolio per la ATVO di Jesolo (Venezia), questi ultimi consegnati già nel giugno 2014. Si aggiungono 2 Citywide 12 LE Diesel per STP Brindisi e 31 Citywide 12 m LF CNG per SAF (Udine). Nel 2016 sono entrati in servizio nell'AMT di Catania 7 Citywide LF 12 m a metano.
Nel 2017 entrano in servizio 3 Citywide LF (1 da 10,9m e 2 da 12m) per l'Autoservizi Silvestri di Livigno.
Successivamente sono entrati in servizio 2 Citywide LF 12m e 2 LF 10,9m per Linee Lecco di Lecco, 1 Citywide 12m LE Hybrid per ASF Autolinee di Como e 1 Citywide LE Hybrid per SGM Lecce.
Nel luglio 2019 sono entrati in servizio a Novara, presso la SUN, 7 autobus Scania Citywide LF CNG a 2 porte (matricole 042-048).